# باقرشهر
باقرشهر شهری در شهرستان ری از توابع استان تهران است. باقرشهر با مساحت ۵۰۰ هکتار بر اساس مصوبه هیئت وزیران در تاریخ ۱۳۷۵/۰۴/۰۴ از شهر تهران (مناطق ۱۹ و ۲۰) جدا و به شهر تبدیل شد.از بومی های این محله میتوان‌ به خانواده‌های طلوعی ، شفقی ، سیاری ، پزی و مینجائی اشاره نمود.
قسمت غربی این شهر (جعفرآباد کنونی) در گذشته به نام باقراف و قسمت جنوب غربی (که امروز در تصرف سازمان بهشت زهرا می‌باشد) علی‌آباد نامیده می‌شده است که پس از گذشت زمان به نام باقرآباد و با تأسیس شهرداری در سال ۷۵ به باقرشهر تغییر نام پیدا کرده است.
این شهر از شمال به حریم منطقه ۱۹ و ۲۰ شهرداری تهران – از جنوب به شهر کهریزک – از جنوب شرقی با جلگه ورامین – از جنوب غربی به بهشت زهرا و آرامگاه خمینی هم جوار است.
دسترسی مترو از خط یک به ایستگاه شاهد و پالایشگاه و بزرگراه خلیج فارس و بزرگراه تندگویان می‌باشد.
به دلیل تخلفات بسیار زیاد در سال ۱۴۰۰ انتخابات شورای باقرشهر توسط وزرات کشور ابطال گردید و تا کنون شهر بدون شورا اداره می‌گردد.

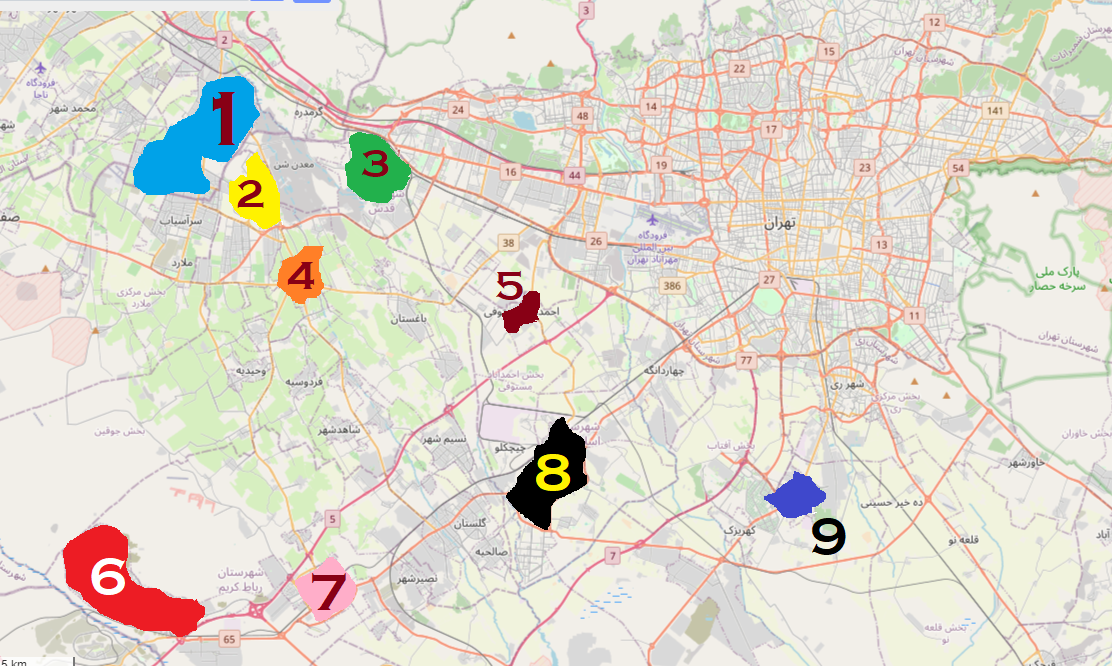
موقعیت برخی از شهرهای حاشیه‌ای جنوب، جنوب غرب و غرب نزدیک تهران ۱- فردیس ۲- اندیشه ۳- شهر قدس ۴- شهریار ۵- احمدآباد مستوفی ۶- پرند ۷- رباط کریم ۸- اسلامشهر ۹- باقر شهر

شریان حیاتی این منطقه جاده قدیم قم است. این منطقه تحت تحولات اقتصادی، اجتماعی شگرفی قرار گرفته و در شرایط کنونی توأم صنعتی و خدماتی را دارا است.
شرکت پالایشگاه نفت شهید تندگویان، پژوهشگاه صنعت نفت، شرکت پالایشگاه نفت بهران، شرکت ایرانول، شرکت واگن سازی تهران ، سایپا پرس، شرکت ایران گاز، شرکت ایران سیلندر، شرکت انرژی، نیروگاه گازی ری، شهرک صنعتی شهر سنگ، مجتمع تجریشی و مجتمع فرخی، و ده‌ها صنعت دیگر، برخی از مراکز مهم صنعتی این شهر هستند.

## فضاهای سبز
- پارک عطر سیب واقع در شمال باقرشهر
- پارک امیر کبیر در شمال غربی
- پارک ارغوان در غرب
- پارک فدک در جنوب
- پارک شهدای شرکت نفت در جنوب غربی

## فضاهای فرهنگی
- فرهنگسرای عطر نرگس
- فرهنگسرای استاد شهریار

## فضاهای وررشی
- باشگاه شهید عبدالمحمد
- باشگاه چند منظوره شهدای باقرشهر
- باشگاه غدیر
- باشگاه پرورش اندام غدیر
- باشگاه پرورش اندام مهدی عیاری